# Морисси, Мэри
Мэри Моррисси (родилась в 1949 году) — американская писательница, автор книги «Новое мышление» и активист международного ненасилия. Она является автором книги «Построить свое поле мечты», в которой рассказывается о борьбе Моррисси и уроках её ранней жизни. Она также является автором книги «Не меньше, чем величие», посвященной исцелению отношений. В 2002 году она написала книгу «Новое мышление: Практическая духовность». Американский писатель Уэйн Дайер назвал её «одним из самых вдумчивых учителей нашего времени».
С самого начала своей карьеры активно занимаясь международной гуманитарной деятельностью, Моррисси стала одним из основателей Ассоциации глобального нового мышления в 1995 году и была её первым президентом. В 1997 году она вместе с внуком Махатмы Ганди, Аруном Ганди, основала международный «Сезон ненасилия». По состоянию на январь 2019 года «Сезон ненасилия» отмечался во всем мире как возможность «объединить сообщества, дав им возможность представить и помочь создать ненасильственный мир».

## Гуманитарная работа и активизм
Моррисси стала учителем, а в 1975 году — рукоположённым священником. Она начала читать лекции в области Нового мышления, духовного роста и ненасилия. По словам Уэйна Дайера, именно её «способность находить общий язык, который лично её трогает», помогает ей общаться с людьми разных культур.
Будучи активной феминисткой американского феминизма второй волны 1970-х годов, Моррисси вместе с Барбарой Маркс Хаббард и Джин Хьюстон основала Общество универсального человека. Позже её пригласили стать членом Совета по трансформационному лидерству, основанного Джеком Кэнфилдом.
Моррисси работала с Далай-ламой по вопросам, связанным с глобальным движением ненасилия. В 1995 году она стала одним из основателей Ассоциации глобального нового мышления и её первым президентом. В рамках своей гуманитарной деятельности она познакомилась с Нельсоном Манделой в Южной Африке и позже включила его учение о ненасильственном сопротивлении в свою работу.
Будучи активистом международного ненасилия, она вместе с Аруном Ганди, внуком Махатмы Ганди, основала организацию «Сезон ненасилия». В рамках своей работы в «Сезон ненасилия» Моррисси была приглашена выступить в Организации Объединённых Наций, сначала по вопросам сдерживания насилия, а затем о необходимости международной повестки дня по ненасилию. За десятилетия, прошедшие с момента основания организации «Сезон ненасилия», её стали преподавать и отмечать во всем мире. Его учебная программа преподавалась в школах и университетах. По состоянию на январь 2019 года «Сезон ненасилия» отмечался во всем мире как возможность «объединить сообщества, дав им возможность представить себе и помочь создать ненасильственный мир».

## Книги

### Создавая поле своей мечты(1996)
В книге «Создавая поле своей мечты» рассказывается о трудностях Моррисси, когда она была матерью-подростком, и описывается процесс её самореализации. Publishers Weekly назвал книгу «искренней». Книга стала популярной, и читатели изучали её в учебных группах по всей территории США. Журнал Peninsula Daily News назвал книгу «метафизической классикой». Она упоминалась в книгах «Искусство быть» Денниса Мерритта Джонса и «Алхимическое наследство» Тесс Кин. Автор Сейдж Беннет в книге «Прогулка за мудростью» приводит книгу Моррисси «Создавая поле своей мечты» в качестве источника для ознакомления с Новым мышлением. В своем жанре эта книга получила международную известность, а её испанская версия считается одной из лучших книг в области духовности даже спустя 25 лет после публикации.

### Не меньше, чем величие(2001)
Отношения часто занимали центральное место в учениях Моррисси, говоря о напряжении между мужественностью и женственностью. В своей книге «Не меньше, чем величие: Поиск идеальной любви в несовершенных отношениях» Моррисси сосредоточилась на построении отношений. Publishers Weekly написал, что книга временами была «поверхностной», однако отметил, что повествование Моррисси «понравится многим поклонникам жанра духовной самопомощи». Книга получила международное признание. Автор Гэри Зукав назвал книгу «практичной и вдохновляющей», а автор Марианна Уильямсон написала, что книга «должна быть спутником каждой пары». Роберт ЛаКросс в своей книге «Обучение после развода» привел книгу «Не меньше, чем величие» как рекомендуемый ресурс. Автор Деннис Джонс рекомендовал «Не меньше, чем величие» в своей книге 2008 года «Искусство быть». Нил Дональд Уолш в своей книге «Завтрашний Бог» рекомендовал читать запоем «Не меньше, чем величие» среди других ключевых книг этого жанра.

### Новая мысль: практическая духовность(2002)
Моррисси включила в свои учения источники из Библии, «Курса чудес», Талмуда, Дао Те Цзин, Торо и других книг. Желая представить движение «Новое мышление» в более целостном виде, Моррисси собрала и отредактировала книгу «Новая мысль: практическая духовность». В книге, опубликованной издательством Penguin в 2002 году, были представлены краткие эссе более 40 лидеров «Нового мышления». Книга стала ресурсом для академических исследований: в книге «Альтернативные психотерапии» Джин Мерсер ссылается на неё как на ключевой источник для понимания «взаимодействия с духовным миром». В книге 2009 года издательства Jones & Bartlett «Духовность, здоровье и исцеление: Интегративный подход» авторы Янг и Коопсен привели книгу Моррисси «Новая мысль» в качестве источника, позволяющего отличить движение «Новая мысль» от «Нью Эйдж», утверждая, что "Новая мысль — это не «Нью Эйдж», и цитируя книгу Моррисси. Многочисленные дополнительные исследовательские книги, включая «Учителя современной йоги» издательства Оксфордского университета, ссылаются на книгу Моррисси «Новое мышление» как на основной источник для углубления понимания движения «Новое мышление».

### Другие работы
На протяжении десятилетий Моррисси писала статьи и колонки для газет, журналов и книг. В том числе регулярно публиковалась в журнале Success Magazine. Цитаты из её книг публиковались в журналах по всему миру, а также в книгах. Ссылки и цитаты из её учений встречаются в книгах по самопомощи, христианских учениях, книгах о расширении возможностей, поиске призвания и счастья. Серия книг «Куриный суп для души» издательства Simon & Schuster часто использует её учения в начале глав.
Являясь авторитетом в движении «Новое мышление», она вдохновила на написание нескольких книг, в том числе «Сознательное сердце», «Искусство быть», «Вдохновенная жизнь», «Маленькие удовольствия», «Двенадцать условий чуда», «Исцеление от депрессии», «Позитивная энергия», «Девяносто секунд до жизни, которую вы любите», «До ада и обратно» и других. Разносторонние труды Моррисси сделали её, согласно книге Алана Коэна «Обращайтесь с молитвой», "одним из самых уважаемых служителей в движении «Новое мышление». Её учения появлялись в книгах по всему миру. Особой известности она добилась в России, а также на Дальнем Востоке, где её учения преподавались в Индонезии и Китае.

## Кино и ведущая ток-шоу
На радио Моррисси стремилась использовать радиовещание, чтобы «изменить мир к лучшему». Радиопрограммы Моррисси транслировались по всему миру. Она является автором нескольких аудиопрограмм, в том числе «Одиннадцать забытых законов» с Бобом Проктором.
На телевидении двухчасовой телевизионный спецвыпуск PBS: Building Dreams был адаптирован из её книги «Создавая поле своей мечты». Её различные специальные программы PBS продолжали выходить в эфир в 2000-х годах. Её телевизионные программы транслировались по различным каналам, включая связанные с NBC телеканалы, а с развитием интернета — на потоковом сервисе Gaia.
В кино Моррисси была одним из первых сторонников духовного кино и на протяжении многих лет снималась в различных документальных фильмах в этой области. В 2005 году Моррисси снялась в фильме «Код Моисея». В 2007 году она снялась вместе с Экхартом Толле в фильме «Живые светила», который впоследствии был признан одним из лучших духовных документальных фильмов. В 2009 году она участвовала в фильме «За гранью тайны» вместе с Лесом Брауном. В 2010 году она снялась в фильме «Открой дар» вместе с Далай-ламой. В том же году она также снялась в фильме «Внутренние весы». В 2014 году она снялась в фильме «Священное путешествие сердца», который победил в номинации «Лучший фильм» на Международном кинофестивале окружающей среды, здоровья и культуры 2014 года.
Её выступление на TEDx 2016 года «Скрытый код превращения мечты в реальность» собрало более миллиона просмотров на YouTube.

## Критика
В своей книге «Теневая медицина: Плацебо в традиционных и альтернативных методах лечения» Джон С. Халлер предупреждает, что альтернативные подходы к медицине, такие как предлагает Мэри Моррисси, не следует рассматривать как замену традиционной медицине.